# Bumblebee

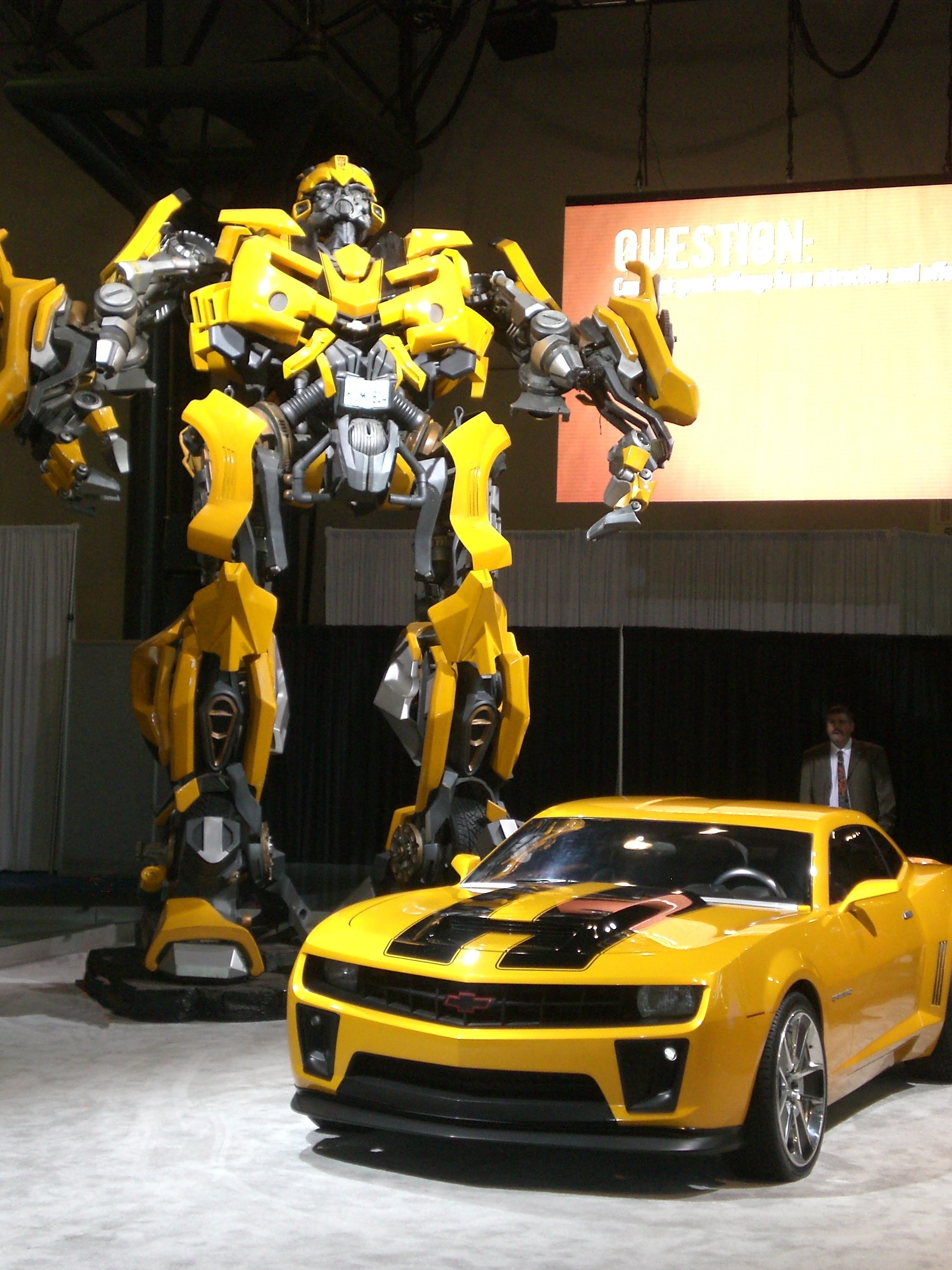
Modelo de Bumblebee em Transformers ao lado de seu modo veículo, um Chevrolet Camaro.

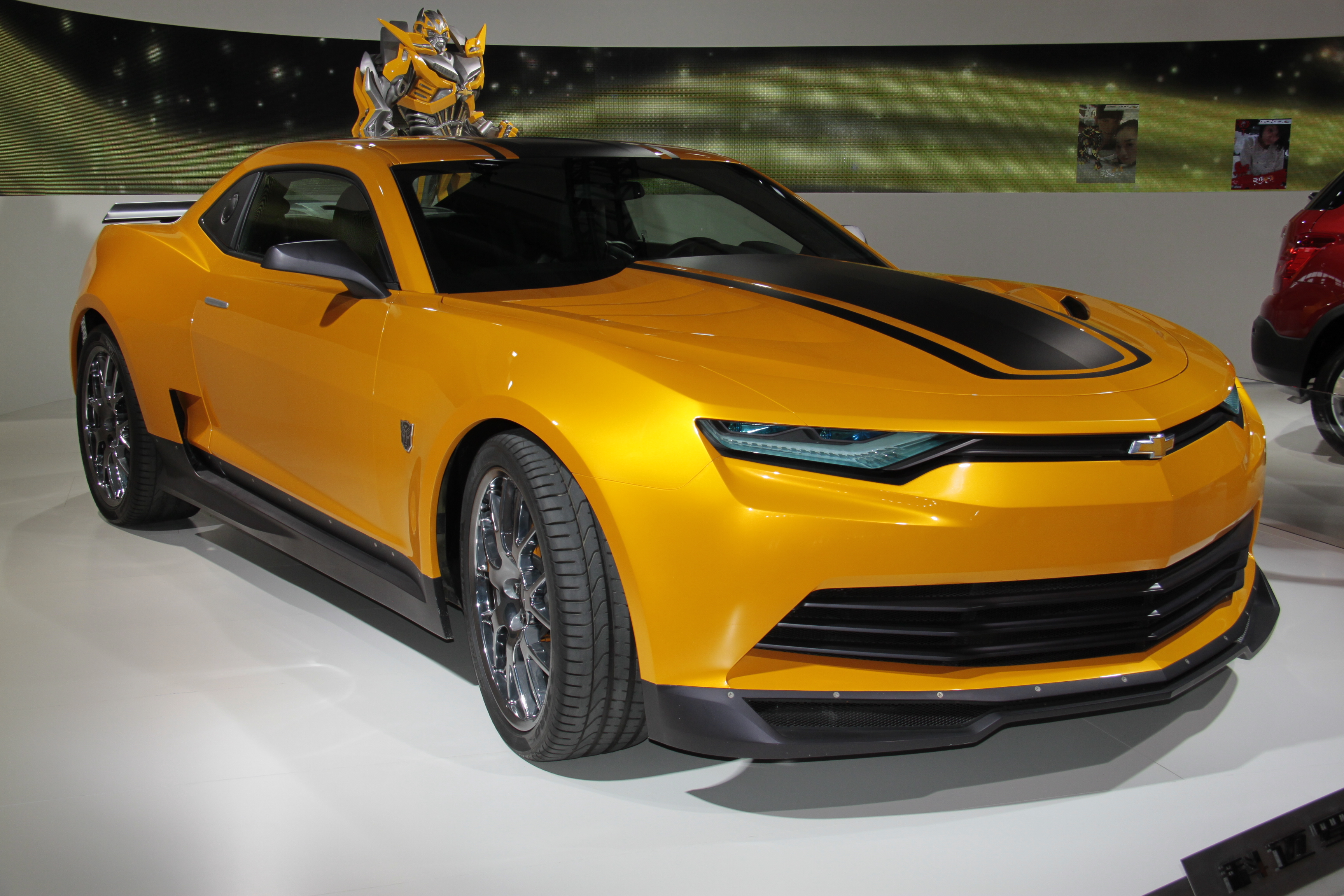
Camaro 2014 Concept modo veículo de Bumblebee em Transformers 4

Bumblebee é um personagem fictício presente em várias versões dos Transformers robôs alienígenas capazes de se transformar em veículos, armas e máquinas diversas
As características comuns às variações da personagem são: a cor amarela, a personalidade jovial e um maior contato entre os humanos, além do fato de sempre pertencer ao subgrupo benigno dos Transformers, os Autobots, em oposição ao subgrupo maligno, os Decepticons.
Bumblebee  na verdade é um Chevrolet Camaro de cor amarela e é um dos personagens mais conhecidos do Transformers, graças a seu modelo de veículo.

## A primeira série animada
Nesta primeira versão (conhecida pelos fãs como G1, de generation one, ou geração um) a personagem se transformava num fusca. Tornou-se grande amigo dos jovens humanos Spike e Chip Chase. Foi um dos poucos Autobots originais a sobreviver aos brutais ataques desferidos pelos Decepticons no longa-metragem de animação de 1986.
No Brasil, esta versão da personagem foi dublada por Paulo Pinheiro.

## Filmes

### Transfomers
No filme de 2007, Bumblebee se transforma inicialmente em um Chevrolet Camaro 1976, que Sam compra como seu primeiro carro, logo ele se transforma em um  Chevrolet Camaro Concept 2006. Ele quase mata Barricade e mata Brawl com um tiro no peito deste último. Perde as pernas numa explosão que Starscream causou, e não pode falar pois perdeu a sua caixa de voz antes de chegar na terra.

### Transformers: Revenge of the Fallen
Já no filme de 2009, Bumblebee se transforma em um Chevrolet Camaro ZL1 2009 e aparece com novas pernas, ele mata os Decepticons criados pelo fragmento do All Spark na casa de Sam, depois ele aparece na cena da morte de Optimus e também no comboio no Egito. Ele mata Ravage arrancando sua espinha dorsal, mata também Skipjack\Rampage arrancando-lhe os braços, chutando e socando até deixa-lo fraco e morrer.

### Transformers: Dark of the Moon
No filme de 2011, Bumblebee agora se transforma em um Chevrolet Camaro  z28 2012 com uma nova carroçaria e uma nova pintura, ele foi modificado para olhar mais maduro além de ter um peito diferente da versão dos outros filmes. Ele mata Soundwave enfiando o canhão em seu peito e explodindo sua cabeça, mata Laserbeak quando Sam coloca a cabeça do mesmo na frente de um canhão e pede para Bumblebee atirar e mata-lo, e mata Hatchet (Decepticon), com a ajuda de Sideswipe, quando Dino prende o mesmo com duas correntes, Bumblebee e Sideswipe atiram nele com tiros de canhão em seus modos veículo.

### Transformers: Age of Extinction
Já no filme de 2014, Bumblebee agora se transorma em um novo Camaro Concept 2014 com uma nova forma e uma nova carroçaria, E um corpo atualizado mas na verdade, Bee já se transformava num Camaro SS 1976 Preto Modificado, com o corpo antigo. Nesse filme, já que Sam desapareceu inexplicavelmente ele faz companhia com Cade, Tessa e Shane. Ele mata Stinger enfiando sua nova arma muito semelhante a de Megatron em Revenge of the Fallen no pescoço e atirando-lhe com muita força, depois ele pega a cabeça e joga para Strafe mascar, dizendo: "Odeio imitações"!  .

### Transformers: The Last Knigh
Já no filme de 2017 Transformers 5 The Last Knigth (O Último Cavaleiro) Bumblebee se transforma em um 2016 Chevy Camaro que ainda não foi lançado no Brasil e com uma nova aparência, pelo Trailer ele mata Barricade que é um carro de polícia renovado e mais atualizado que também é o arqui-inimigo de Bee desde o primeiro filme dos Transformers.

### Bumblebee Movie
Bumblebee é um filme norte-americano dirigido por Travis Knight e escrito por Christina Hodson. O filme deriva da franquia Transformers da Hasbro e se passa em 1987. O elenco é composto por Hailee Steinfeld, John Cena, Jorge Lendeborg Jr., Jason Drucker, Kenneth Choi, Gracie Dzienny, Rachel Crow e Pamela Adlon. As filmagens começaram em 31 de julho de 2017, em Los Angeles e San Francisco, Califórnia. O filme, que pela primeira vez não será dirigido por Michael Bay (embora ele ainda seja produtor) foi lançado em 25 de dezembro de 2018.

## Transformers: Animated
Em Transformers Animated, a mais recente série animada dos Transformers, Bumblebee se transforma num carro futurista de polícia semelhante ao Chevrolet Spark.